# Terry Blair
Pour les articles homonymes, voir Blair.
Terry Anthony Blair, né le 16 septembre 1961 à Kansas City et mort le 11 mai 2024 à Potosi (Missouri), est un tueur en série américain qui a été condamné pour avoir tué sept femmes à Kansas City dans le Missouri, bien que les enquêteurs pensent qu'il pourrait y avoir d'autres victimes non identifiées.
Terry Blair est né dans une famille qui connut de nombreuses rencontres avec le système de justice pénale. Il est le quatrième enfant d'une fratrie de dix frères et sœur, né d'une mère souffrant d'une maladie mentale et n'ayant terminé que la neuvième année (équivalant à la 3ème dans le système scolaire français). Il a deux fils, Terry Blair Jr et Marcel Johnson. Il a deux petits-fils, Demarcus et Kemon Johnson.

## Liste des victimes
- Angela Monroe
- Anna Ewing, 42 ans, morte le ou avant le 14 juillet 2004[4],[5]
- Patricia Wilson Butler, 58 ans, morte le ou avant le 2 septembre 2004[5]
- Sheliah McKinzie, 38 ans, morte le ou avant le 2 septembre 2004[5]
- Darci I. Williams, 25 ans, morte le ou avant le 4 septembre 2004[5]
- Carmen Hunt, 40 ans, 4 septembre 2004[6]
- Claudette Juniel, 31 ans, morte le ou avant le 4 septembre 2004[6]

Terry Blair fut aussi accusé des meurtres de Sandra Reed et Nellia Harris, une agression et trois viols, mais ces charges furent abandonnées plus tard.

## Mort
Terry Blair est mort dans l'hôpital de la prison de Potosi, dans le Missouri, le 11 mai 2024 à l'âge de 62 ans